# Шааф, Бри
Бри Шааф (англ. Bree Schaaf, 28 мая 1980, Бремертон, Вашингтон) — американская скелетонистка и бобслеистка, рулевая, с 2002 года по 2007-й выступала за сборную США в скелетоне, после чего перешла в бобслей. Участница зимних Олимпийских игр 2010 года в Ванкувере, чемпионка национального первенства.

## Биография
Бри Шааф родилась 28 мая 1980 года в городе Бремертон, штат Вашингтон. С юных лет увлеклась спортом, в школе занималась бегом, играла в волейбол и баскетбол, позже, поступив в Университет штата Орегон в Портленде, выступала за студенческую команду по волейболу. После Олимпийских игр 2002 года по совету старшего брата Тима решила попробовать себя в скелетоне, прошла отбор в национальную команду и присоединилась к сборной США. Тем не менее, в этом виде спорта её карьера получилась не столь яркой, лучший результат на Кубке мира Шааф показала в ноябре 2006 года, приехав шестой на этапе в Калгари. Множественные неудачи заставили её задуматься о смене профиля, поэтому в 2007 году она перешла в бобслей.
Успех в этой дисциплине тоже пришёл не сразу, так, на дебютном для себя чемпионате мира, прошедшем в швейцарском Санкт-Морице, она заняла лишь одиннадцатую позицию. Но два года спустя дела пошли гораздо лучше, последовали победа на национальном первенстве, а также четвёртое, пятое и шестое места на североамериканских этапах Кубка мира. Этого оказалось достаточно, чтобы удостоиться права защищать честь страны на Олимпийских играх в Ванкувере, — сборная США благодаря хорошим результатам наравне с Германией получила возможность делегировать на соревнования сразу три женские команды, в связи с чем у Шааф и её разгоняющей Эмили Азеведу появился шанс. В итоге американки выступили значительно лучше прочих своих соотечественниц, заняв в зачёте женских двухместных экипажей пятое место.
В свободное от бобслея время Бри Шааф любит заниматься музыкой, ещё в университете она играла на тромбоне в студенческом джазовом ансамбле, кроме того, освоила бас-гитару, фортепиано, гармонику и аккордеон. «С помощью музыкальных инструментов я выплёскиваю накопившиеся эмоции», — отмечала она в интервью. «Поэтому даже на соревновательных сборах меня часто можно увидеть музицирующей».